# Xã Linn, Quận Cedar, Iowa
Xã Linn (tiếng Anh: Linn Township) là một xã thuộc quận Cedar, tiểu bang Iowa, Hoa Kỳ. Năm 2010, dân số của xã này là 179 người.